# Shelby Bain
Shelby Micara Bain (Canadá, 28 de julio de 2001) es una actriz y bailarina canadiense.

## Biografía
Shelby Micara Bain nació en Canadá el 28 de julio de 2001. Empezó a bailar a los 4 años de edad y empezó plenamente a dedicarse al baile a los seis años. Baila ballet, jazz, lírico, claqué, contemporáneo y hip-hop. Bain ha participado en numerosas compeiciones de baile al igual que ha ganado numerosos premios. En 2016 consigue el papel principal de la temporada 4 de la serie canadiense The Next Step, interpretando a Amy una bailarina de acro. También ha aparecido en 9 episodios de la serie Backstage.

## Vida personal
Shelby Bain es hija de Michael y Tara. Tiene un hermano mayor llamado Connor.

## Filmografía

### Televisión

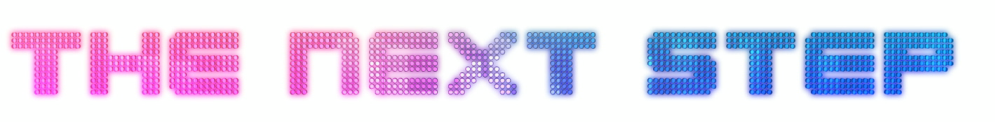
Shelby Bain interpreta a Amy en The Next Step.

| Año       | Título           | Papel                           | Notas                   |
| --------- | ---------------- | ------------------------------- | ----------------------- |
| 2016-2017 | The Next Step    | Amy                             | Temporada 4             |
| 2016      | Backstage        | Estudiante de danza de 9º grado | 9 episodios             |
| 2012      | Over the Rainbow | Joven estudiante                | Temporada 1, episodio 2 |